# Magyarország az 1994. évi téli olimpiai játékokon
Magyarország a norvégiai Lillehammerben megrendezett 1994. évi téli olimpiai játékok egyik részt vevő nemzete volt, öt sportág, összesen tizennyolc versenyszámában öt férfi és tizenegy női, összesen tizenhat versenyző képviselte. A magyar atléták nem szereztek érmet és pontot sem. Ez ugyanolyan, mint az előző, Albertville-i olimpián elért eredmény.
Az olimpiai fogadalmat a műkorcsolyázó Czakó Krisztina és az alpesisíző Bónis Attila tette, valamint Bónis Attila vitte a magyar zászlót is az olimpia nyitóünnepségén.

## Eredményesség sportáganként
Az alábbi táblázat összefoglalja a magyar versenyzők szereplését. A sportág neve mögött zárójelben lévő szám jelzi, hogy az adott szakág hány versenyszámában indult magyar sportoló.
Az egyes oszlopokban előforduló legmagasabb érték vagy értékek vastagítással kiemelve.

Az olimpiai pontok számát az alábbiak szerint lehet kiszámolni: 1. hely – 7 pont, 2. hely – 5 pont, 3. hely – 4 pont, 4. hely – 3 pont, 5. hely – 2 pont, 6. hely – 1 pont.
| Sportág            | Helyezések száma | Helyezések száma | Helyezések száma | Helyezések száma | Helyezések száma | Helyezések száma | Olimpiai pont | Indulók száma | Indulók száma | Indulók száma |
| Sportág            |                  |                  |                  | 4.               | 5.               | 6.               | Olimpiai pont | Férfi         | Nő            | Össz.         |
| Alpesisí (8)       | 0                | 0                | 0                | 0                | 0                | 0                | 0             | 1             | 4             | 5             |
| Biatlon (5)        | 0                | 0                | 0                | 0                | 0                | 0                | 0             | 1             | 4             | 5             |
| Bob (1)            | 0                | 0                | 0                | 0                | 0                | 0                | 0             | 2             | 0             | 2             |
| Gyorskorcsolya (2) | 0                | 0                | 0                | 0                | 0                | 0                | 0             | 0             | 1             | 1             |
| Műkorcsolya (2)    | 0                | 0                | 0                | 0                | 0                | 0                | 0             | 1             | 2             | 3             |
|                    |                  |                  |                  |                  |                  |                  |               |               |               |               |
| Összesen           | 0                | 0                | 0                | 0                | 0                | 0                | 0             | 5             | 11            | 16            |

## Alpesisí
Férfi
| Versenyző    | Versenyszám            | 1. futam | 1. futam | 2. futam | 2. futam | Összesítés | Összesítés |
| Versenyző    | Versenyszám            | Idő      | Hely.    | Idő      | Hely.    | Idő        | Helyezés   |
| ------------ | ---------------------- | -------- | -------- | -------- | -------- | ---------- | ---------- |
| Bónis Attila | Műlesiklás             | 1:10,87  | 30.      | 1:09,56  | 22.      | 2:20,43    | 22.        |
| Bónis Attila | Szuperóriás-műlesiklás |          |          |          |          | 1:38,83    | 45.        |

| Versenyző    | Versenyszám | Lesiklás | Lesiklás | Műlesiklás | Műlesiklás | Műlesiklás | Műlesiklás | Műlesiklás | Műlesiklás | Összesítés | Összesítés |
| Versenyző    | Versenyszám | Lesiklás | Lesiklás | 1. futam   | 1. futam   | 2. futam   | 2. futam   | Össz.      | Össz.      | Összesítés | Összesítés |
| Versenyző    | Versenyszám | Idő      | Hely.    | Idő        | Hely.      | Idő        | Hely.      | Idő        | Hely.      | Idő        | Helyezés   |
| ------------ | ----------- | -------- | -------- | ---------- | ---------- | ---------- | ---------- | ---------- | ---------- | ---------- | ---------- |
| Bónis Attila | Összetett   | 1:43,85  | 48.      | 56,85      | 33.        | 54,06      | 30.        | 1:50,91    | 29.        | 3:34,76    | 30.        |

Női
| Versenyző            | Versenyszám            | 1. futam      | 1. futam      | 2. futam | 2. futam | Összesítés | Összesítés |
| Versenyző            | Versenyszám            | Idő           | Hely.         | Idő      | Hely.    | Idő        | Helyezés   |
| -------------------- | ---------------------- | ------------- | ------------- | -------- | -------- | ---------- | ---------- |
| Keszthelyi Szvetlana | Lesiklás               |               |               |          |          | 1:43,33    | 39.        |
| Keszthelyi Szvetlana | Műlesiklás             | 1:06,09       | 32.           | 1:02,91  | 25.      | 2:09,00    | 25.        |
| Keszthelyi Szvetlana | Szuperóriás-műlesiklás |               |               |          |          | 1:30,21    | 41.        |
| Koch Éva             | Óriás-műlesiklás       | nem ért célba | nem ért célba | kiesett  | kiesett  | kiesett    | kiesett    |
| Litter Ágnes         | Műlesiklás             | 1:31,67       | 36.           | 1:03,94  | 26.      | 2:35,61    | 28.        |
| Rácz Ofélia          | Műlesiklás             | nem ért célba | nem ért célba | kiesett  | kiesett  | kiesett    | kiesett    |

| Versenyző            | Versenyszám | Lesiklás | Lesiklás | Műlesiklás    | Műlesiklás    | Műlesiklás | Műlesiklás | Műlesiklás | Műlesiklás | Összesítés | Összesítés |
| Versenyző            | Versenyszám | Lesiklás | Lesiklás | 1. futam      | 1. futam      | 2. futam   | 2. futam   | Össz.      | Össz.      | Összesítés | Összesítés |
| Versenyző            | Versenyszám | Idő      | Hely.    | Idő           | Hely.         | Idő        | Hely.      | Idő        | Hely.      | Idő        | Helyezés   |
| -------------------- | ----------- | -------- | -------- | ------------- | ------------- | ---------- | ---------- | ---------- | ---------- | ---------- | ---------- |
| Keszthelyi Szvetlana | Összetett   | 1:32,99  | 29.      | nem ért célba | nem ért célba | kiesett    | kiesett    | kiesett    | kiesett    | kiesett    | kiesett    |
| Rácz Ofélia          | Összetett   | 1:34,85  | 34.      | nem ért célba | nem ért célba | kiesett    | kiesett    | kiesett    | kiesett    | kiesett    | kiesett    |

## Biatlon
Férfi
| Versenyző    | Versenyszám  | Lövőhiba    | Időeredmény | Helyezés |
| ------------ | ------------ | ----------- | ----------- | -------- |
| Panyik János | 10 km sprint | 2 (1+1)     | 31:04,3     | 33.      |
| Panyik János | 20 km egyéni | 4 (1+2+0+1) | 1:01:41,6   | 31.      |

Női
| Versenyző                                                  | Versenyszám      | Lövőhiba    | Időeredmény | Helyezés |
| ---------------------------------------------------------- | ---------------- | ----------- | ----------- | -------- |
| Bereczki Brigitta                                          | 7,5 km sprint    | 4 (0+4)     | 30:42,4     | 65.      |
| Bereczki Brigitta                                          | 15 km egyéni     | 7 (2+2+0+3) | 1:02:14,2   | 65.      |
| Bozsik Anna                                                | 7,5 km sprint    | 2 (0+2)     | 29:04,4     | 46.      |
| Holéczy Beatrix                                            | 15 km egyéni     | 4 (2+1+1+0) | 1:00:43,9   | 61.      |
| Bereczki Brigitta Bozsik Anna Holéczy Beatrix Szemcsák Éva | 4 × 7,5 km váltó | 5           | 2:08:27,6   | 17.      |

## Bob
| Versenyző                     | Versenyszám | 1. futam | 1. futam | 2. futam | 2. futam | 3. futam | 3. futam | 4. futam | 4. futam | Összesítés | Összesítés |
| Versenyző                     | Versenyszám | Idő      | Hely.    | Idő      | Hely.    | Idő      | Hely.    | Idő      | Hely.    | Idő        | Helyezés   |
| ----------------------------- | ----------- | -------- | -------- | -------- | -------- | -------- | -------- | -------- | -------- | ---------- | ---------- |
| Frankl Nicholas Gyulai Miklós | Kettes      | 54,14    | 30.*     | 54,27    | 30.      | 54,16    | 27.      | 54,49    | 29.      | 3:37,06    | 28.        |

* - egy másik csapattal azonos eredményt ért el

## Gyorskorcsolya
Női
| Versenyző       | Versenyszám | Eredmény | Helyezés |
| --------------- | ----------- | -------- | -------- |
| Egyed Krisztina | 500 m       | 42,29    | 30.      |
| Egyed Krisztina | 1000 m      | 1:24,71  | 34.      |

## Műkorcsolya
| Versenyző       | Versenyszám | Rövid program     | Rövid program | Rövid program | Kűr               | Kűr   | Kűr         | Összesítés         | Összesítés |
| Versenyző       | Versenyszám | Több. hely. száma | Hely.         | Hely. pont.   | Több. hely. száma | Hely. | Hely. pont. | Helyezési pontszám | Helyezés   |
| --------------- | ----------- | ----------------- | ------------- | ------------- | ----------------- | ----- | ----------- | ------------------ | ---------- |
| Czakó Krisztina | Női egyéni  | 6×12+             | 12.           | 6,0           | 6×12+             | 11.   | 11,0        | 17,0               | 11.        |

| Versenyző                 | Versenyszám | Kötelező tánc 1   | Kötelező tánc 1 | Kötelező tánc 1 | Kötelező tánc 2   | Kötelező tánc 2 | Kötelező tánc 2 | Eredeti (original) tánc | Eredeti (original) tánc | Eredeti (original) tánc | Kűr               | Kűr   | Kűr         | Összesítés         | Összesítés |
| Versenyző                 | Versenyszám | Több. hely. száma | Hely.           | Hely. pont.     | Több. hely. száma | Hely.           | Hely. pont.     | Több. hely. száma       | Hely.                   | Hely. pont.             | Több. hely. száma | Hely. | Hely. pont. | Helyezési pontszám | Helyezés   |
| ------------------------- | ----------- | ----------------- | --------------- | --------------- | ----------------- | --------------- | --------------- | ----------------------- | ----------------------- | ----------------------- | ----------------- | ----- | ----------- | ------------------ | ---------- |
| Berkes Enikő Tóth Szilárd | Jégtánc     | 8×20+             | 20.             | 4,0             | 9×20+             | 20.             | 4,0             | 8×20+                   | 20.                     | 12,0                    | 9×20+             | 20.   | 20,0        | 40,0               | 20.        |